# 高島テクノロジーセンター
株式会社高島テクノロジーセンター（たかしまテクノロジーセンター）は、神奈川県横浜市西区みなとみらいに本社を置く、橋梁・構造物、道路等の調査、計画、設計の他、地質調査や土壌汚染調査などを手がける総合建設コンサルタント会社。創業者は東京都OBで「道路橋の実用診断学 （上・下巻）」「道路橋の横分配実用計算法（上・下巻）」などの著作を持つ高島春生（たかしまはるお）。

## 沿革
- 1973年10月　「株式会社高島橋梁研究所」創立。東京都狛江市和泉に本社を置く。
- 1985年11月　「株式会社国際テクノロジーセンター」と対等合併し、東京都渋谷区渋谷に本社を移転。
- 1986年4月　　会社名を「株式会社高島テクノロジーセンター」に変更。本社を東京都渋谷区恵比寿西に移転。
- 1989年　 　　 埼玉営業所を開設。
- 1990年　 　　 横浜営業所を開設。
- 1993年　　 　 本社を東京都目黒区目黒に移転。千葉営業所を開設。
- 1995年　　　　福島営業所を開設。
- 1996年　　　　群馬営業所、山梨営業所を開設。
- 2001年5月　　ISO 9001を認証取得。
- 2002年10月　本社を東京都江東区南砂に移転。
- 2006年4月　　本社を東京都千代田区神田錦町に移転。
- 2007年10月　城南営業所、仙台営業所を開設。
- 2008年5月　 長野営業所を開設。
- 2008年6月　 茨城営業所を開設。
- 2008年7月　 江戸川営業所を開設。
- 2008年9月　 名古屋営業所を開設。
- 2012年10月　本社を神奈川県横浜市に移転。

## 許可・登録
- 建設コンサルタント業　建30第1555号
- 測量業　第(9)-12869号
- 地質調査業　質30第1438号
- 一級建築士事務所　東京都知事　第51294号
- 労働者派遣事業　派14-301005
- 有料職業紹介事業　14-ユ-300797
- 一般建設業　神奈川県知事（般-1）75713

## 主な加入団体
- （一社）建設コンサルタンツ協会
- （公社）土木学会